# Даріо Бел
Даріо Бел (1 липня 1988, Осієк) — хорватський футбольний арбітр. Він судить матчі 1-й ХФЛ Хорватії з 2016 року. Арбітр ФІФА та УЄФА з 2021 року.

## Суддівська кар'єра
7 серпня 2016 року Бел судив свій перший матч у чемпіонаті Хорватії. Гру між «Хайдуком» (Спліт) та Істра 1961. Яка завершилась з рахунком 4–0, а арбітр не показував жодної карти гравцям.
У єврокубках дебютував 15 липня 2021 року під час матчу «Ларн» — «Бала Таун» у рамках першого кваліфікаційного раунду Ліги конференцій; завершився з рахунком 1–0, і Бел показав дві жовті картки.
Свій перший міжнародний матч він відсудив 25 березня 2022 року, коли Ліхтенштейн програв 0–6 Кабо-Верде в товариському матчі. Тричі відзначився Жилсон Тавареш, двічі Бебе та один раз Лісандро Семедо. Під час цього матчу Бель дав жовту картку ліхтенштейнцю Арону Селе.
15 липня 2023 року Бел судив матч суперкубка Хорватії з футболу 2023 між «Динамо» (Загреб) і «Хайдук» (Спліт) 1–0.